# Elymus
Elymus L., 1753 è un genere di piante angiosperme monocotiledoni appartenente alla famiglia delle Poacee (o Gramineae, nom. cons.).

## Etimologia
Il nome del genere deriva da un antico nome greco (elymos o élumos) per un cereale non identificato.
Il nome scientifico è stato definito da Linneo (1707 – 1778), biologo svedese considerato il padre della moderna classificazione scientifica degli organismi viventi, nella pubblicazione "Species Plantarum" (Sp. Pl. 1: 83 - 1753) del 1753.

## Descrizione

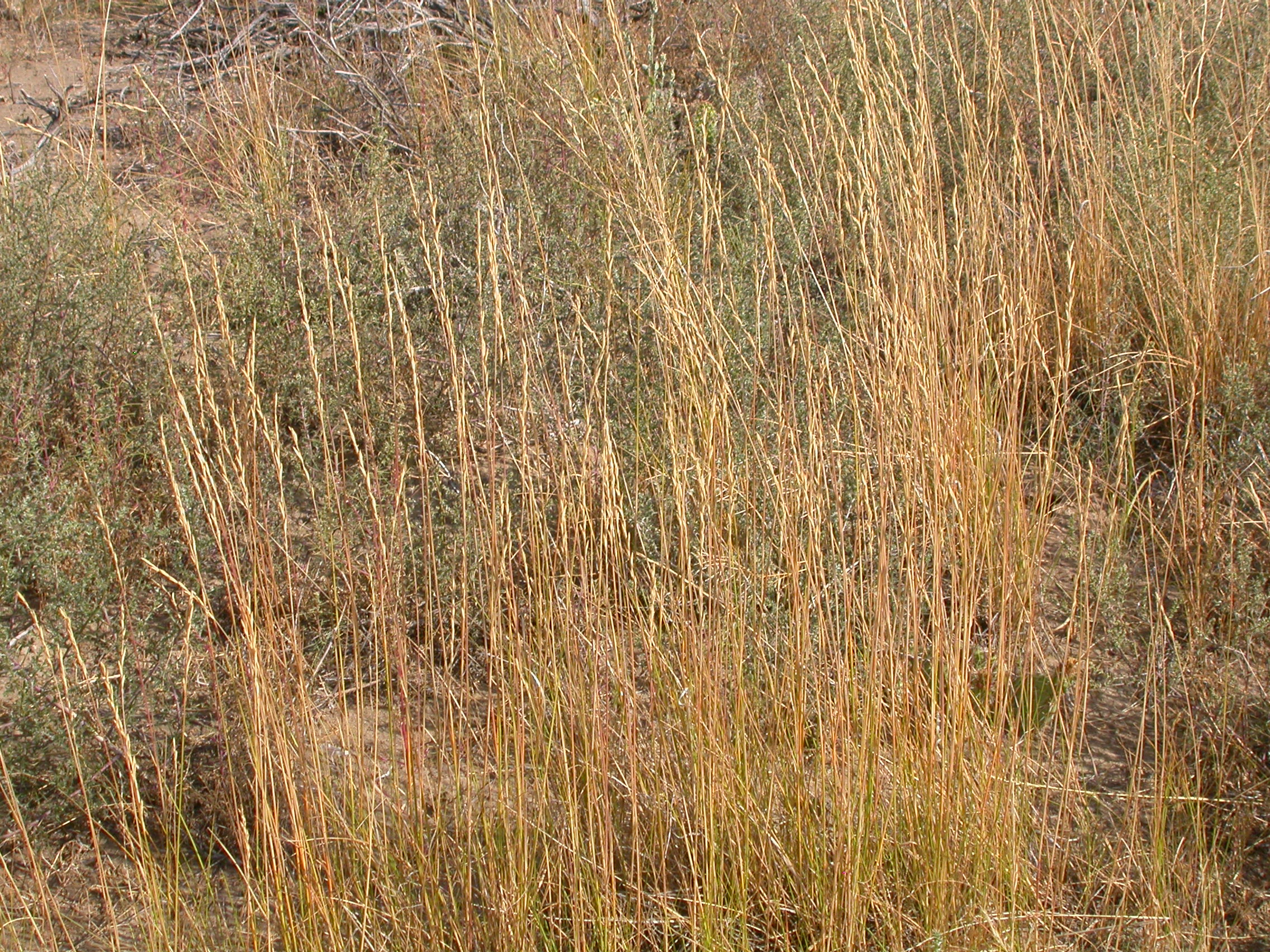
Il portamento
Elymus lanceolatus

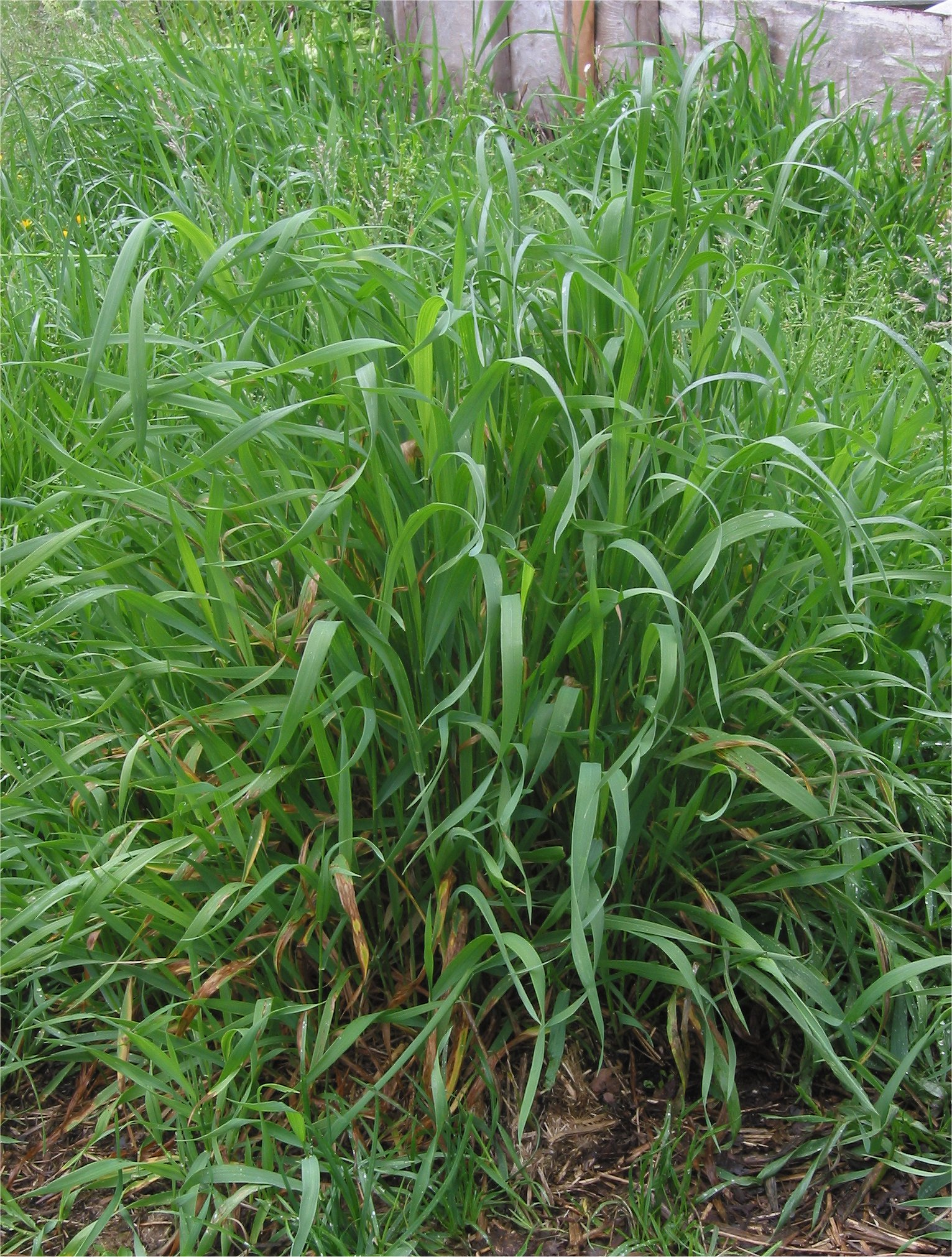
Le foglie
Elymus repens

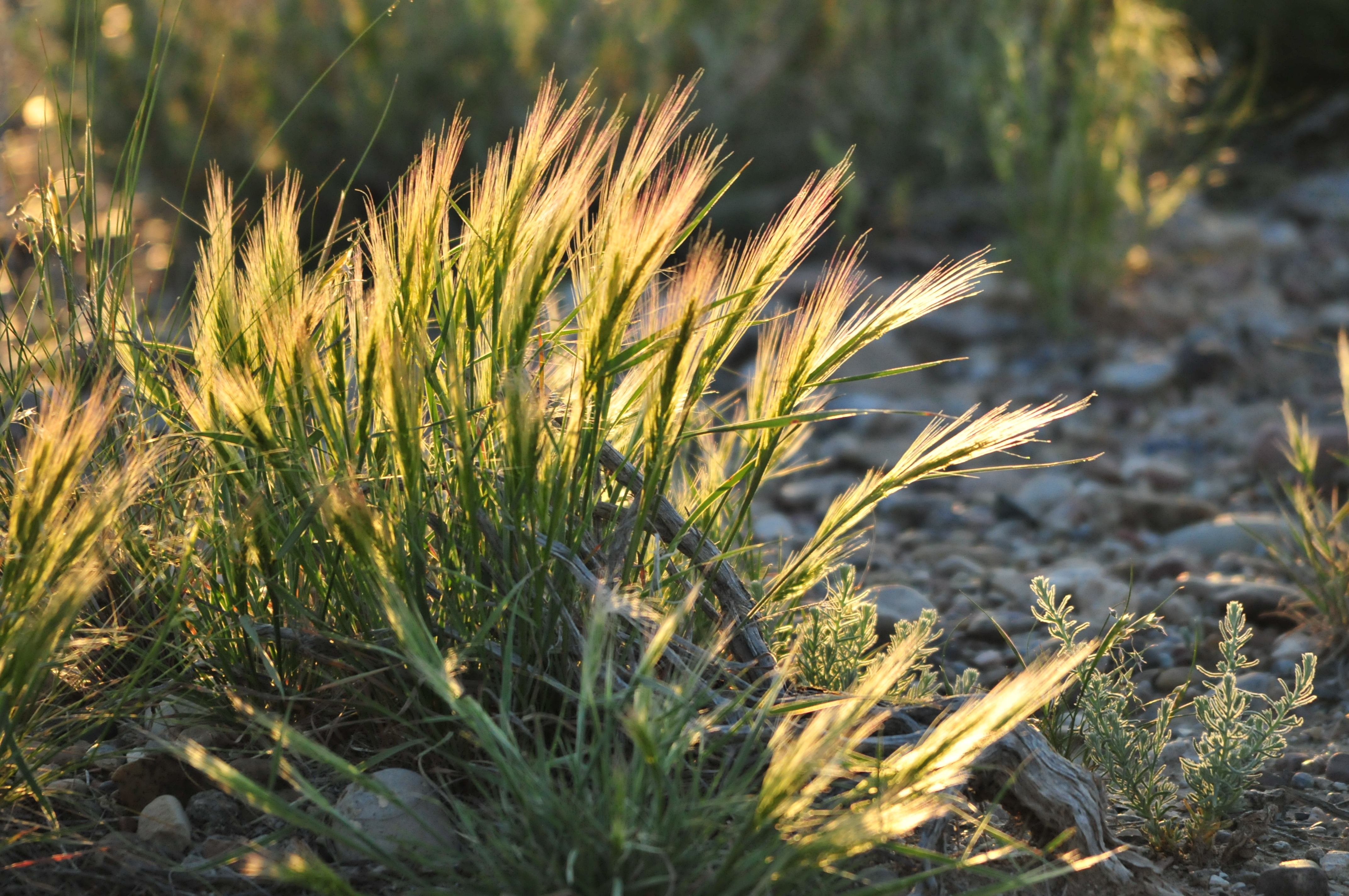
Infiorescenza
Elymus elymoides

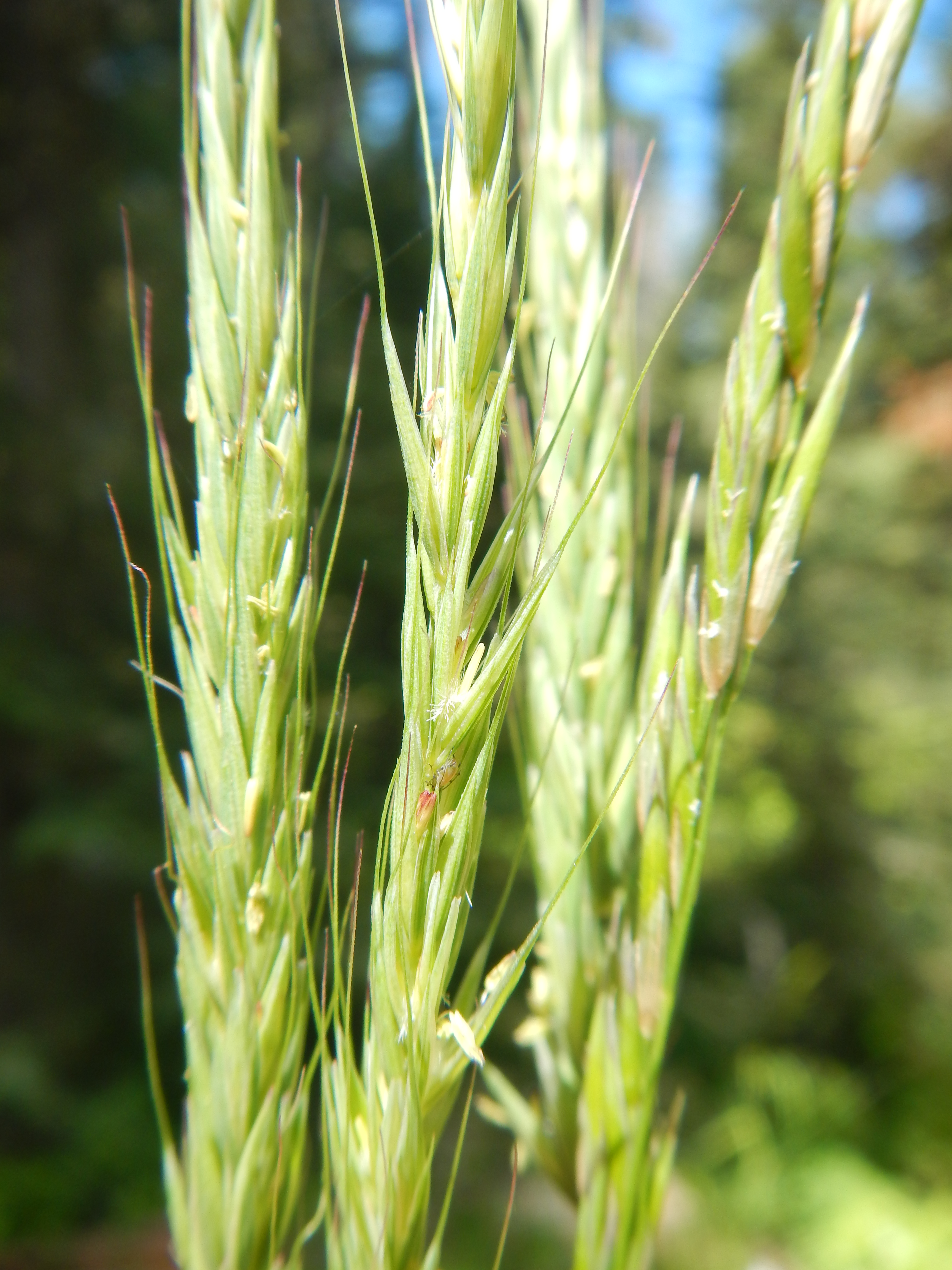
I fiori
Elymus glaucus

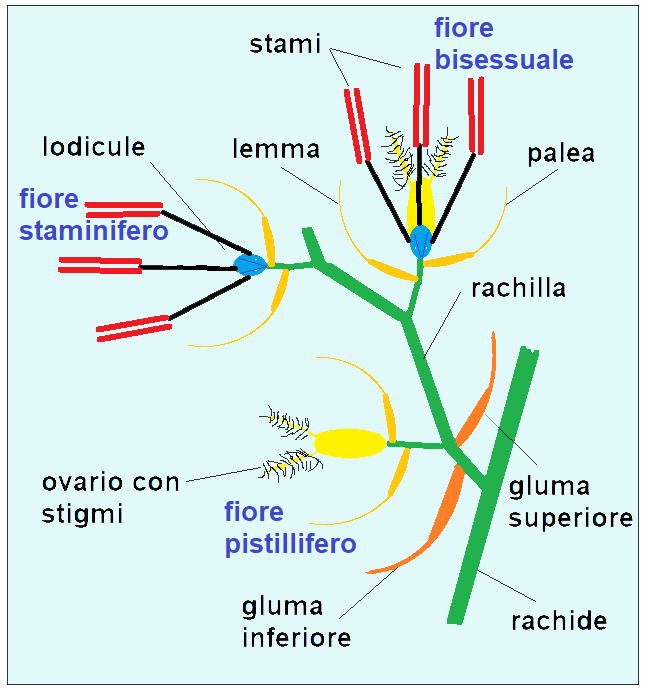
Spighetta generica con tre fiori diversi

Queste piante arrivano ad una altezza di 150 cm. La forma biologica di queste piante è geofita rizomatosa (G rhiz), ossia sono piante perenni erbacee di breve durata che portano le gemme in posizione sotterranea; durante la stagione avversa non presentano organi aerei e le gemme si trovano in organi sotterranei come bulbi, tuberi e rizomi, fusti sotterranei dai quali, ogni anno, si dipartono radici e fusti aerei. Un'altra forma biologica è emicriptofita cespitosa (H caesp). Sono presenti anche specie stolonifere.

### Radici
Le radici quasi sempre sono fascicolate di tipo avventizio. 

### Fusto
- Parte ipogea: la parte sotterranea consiste in un rizoma a volte orizzontale breve o allungato.
- Parte epigea: la parte aerea del fusto è un culmo eretto-ascendente. Alla base può essere ginocchiato.

### Foglie
Le foglie lungo il culmo sono disposte in modo alterno, sono distiche e si originano dai vari nodi. Sono composte da una guaina, una ligula e una lamina. Le venature sono parallelinervie. Non sono presenti i pseudopiccioli e, nell'epidermide delle foglia, le papille. 
- Guaina: la guaina è abbracciante il fusto; sono presenti dei padiglioni auricolari falcati. Le guaine delle foglie cauline sono divise fin dalla base.
- Ligula: la ligula, con apice troncato, a volte è quasi assente.
- Lamina: la lamina ha delle forme lineari e piatte (può essere convoluta o arrotolata); l'apice è acuminato con punte indurite. La superficie è glabra con margini scabri; la consistenza in alcuni casi è rigida.

### Infiorescenza
Infiorescenza principale (sinfiorescenza o semplicemente spiga): le infiorescenze, di tipo racemoso terminale (un racemo per infiorescenza), hanno la forma di una spiga eretta, densa e grossa formata da alcune spighette (da 1 a 5 per nodo). Le spighette sono sessili e in genere disposte di lato al rachide (il racemo bilaterale). Gli internodi del rachide sono più brevi delle spighette. La fillotassi dell'inflorescenza inizialmente è a due livelli (o a due ranghi), anche se le successive ramificazioni la fa apparire a spirale. 

### Spighetta
Infiorescenza secondaria (o spighetta): le spighette, compresse lateralmente con forme da ellittiche a oblunghe, sottese da due brattee distiche e strettamente sovrapposte chiamate glume (inferiore e superiore), sono formate da una decina (fino a 12) di fiori fertili disposti in modo opposto. Possono essere presenti dei fiori sterili o ridotti; in questo caso sono in posizione distale rispetto a quelli fertili. Alla base di ogni fiore sono presenti due brattee: la palea e il lemma. La disarticolazione avviene con la rottura della rachilla sotto ogni fiore fertile; oppure può cadere l'intera spighetta. 
- Glume: le glume, persistenti, sono subuguali, con forme da lineari a oblanceolate-bilobe; sono carenate ed hanno 5 - 7 o più nervature longitudinali.
- Palea: la palea è un profillo lanceolato con alcune venature e margini cigliati.
- Lemma: il lemma ha una forma lanceolata mutico, ottuso o acuto o bilobo con due piccoli denti o (raramente) con resta.

### Fiore
I fiori fertili sono attinomorfi formati da 3 verticilli: perianzio ridotto, androceo  e gineceo.
- Formula fiorale:[7]

*, P 2, A (1-)3(-6), G (2–3) supero, cariosside.
- Il perianzio è ridotto e formato da due lodicule, delle squame traslucide, poco visibili (forse relitto di un verticillo di 3 sepali). Le lodicule sono membranose e non vascolarizzate.
- L'androceo è composto da 3 stami ognuno con un breve filamento libero, una antera sagittata e due teche. Le antere (lunghe da 3 a 7 mm) sono basifisse con deiscenza da una fessura laterale longitudinale. Il polline è monoporato.
- Il gineceo è composto da 3-(2) carpelli connati formanti un ovario supero. L'ovario, pubescente all'apice, ha un solo loculo con un solo ovulo subapicale (o quasi basale). L'ovulo è anfitropo e semianatropo e tenuinucellato o crassinucellato. Lo stilo, che si origina dal lato abassiale dell'ovario, è breve con due stigmi papillosi e distinti.

### Frutti
I frutti sono del tipo cariosside, ossia sono dei piccoli chicchi indeiscenti, con forme da ovate a oblunghe, nei quali il pericarpo è formato da una sottile parete che circonda il singolo seme. In particolare il pericarpo è fuso al seme ed è aderente. L'endocarpo non è indurito e l'ilo è lungo e lineare. L'embrione è lungo 1/3 della lunghezza del frutto ed è provvisto di epiblasto; ha inoltre un solo cotiledone altamente modificato (scutello senza fessura) in posizione laterale. I margini embrionali della foglia non si sovrappongono. L'endosperma è farinoso.

## Biologia
Come gran parte delle Poaceae, le specie di questo genere si riproducono per impollinazione anemogama. Gli stigmi più o meno piumosi sono una caratteristica importante per catturare meglio il polline aereo. 
La dispersione dei semi avviene inizialmente a opera del vento (dispersione anemocora) e una volta giunti a terra grazie all'azione di insetti come le formiche (mirmecoria). In particolare i frutti di queste erbe possono sopravvivere al passaggio attraverso le budella dei mammiferi e possono essere trovati a germogliare nello sterco.

## Distribuzione e habitat
La distribuzione delle specie del genere è relativa alle regioni temperate soprattutto settentrionali di tutto il mondo.

### Specie della zona alpina
Delle specie spontanee della flora italiana solo 2 vivono sull'arco alpino. La tabella seguente mette in evidenza alcuni dati relativi all'habitat, al substrato e alla distribuzione delle specie alpine.
| Specie | Comunità vegetali | Piani vegetazionali         | Substrato | pH     | Livello trofico | H2O   | Ambiente       | Zona alpina         |
| --- | ----------------- | --------------------------- | --------- | ------ | --------------- | ----- | -------------- | ------------------- |
| Elymus caninus | 14                | subalpino montano collinare | Ca - Si   | basico | alto            | umido | B3 B5 B6 G5 I2 | tutto l'arco alpino |
| Elymus repens | 5                 | montano collinare           | Ca - Si   | neutro | alto            | medio | B1 B2 B5 F3    | tutto l'arco alpino |
| Legenda e note alla tabella. Substrato: con “Ca/Si” si intendono rocce di carattere intermedio (calcari silicei e simili). Zona alpina: vengono prese in considerazione solo le zone alpine del territorio italiano (sono indicate le sigle delle province). Comunità vegetali: 5 = comunità perenni nitrofile; 9 = comunità a emicriptofite e camefite delle praterie rase magre secche; 14 = comunità forestali. Ambienti: B1 = campi, colture e incolti; B2 = ambienti ruderali, scarpate; B3 = siepi e margini dei boschi; B5 = rive, vicinanze corsi d'acqua; B6 = tagli rasi forestali, schiarite, strade forestali; F3 = prati e pascoli mesofili e igrofili; G5 = saliceti arbustivi di ripa; I2 = boschi di latifoglie. |                   |                             |           |        |                 |       |                |                     |

## Tassonomia
La famiglia delle Poacee comprende circa 800 generi e oltre 9.000 specie. È una delle famiglie più numerose e più importanti del gruppo delle monocotiledoni. La famiglia è suddivisa in 12 sottofamiglie, il genere Elymus fa parte della sottofamiglia Pooideae, tribù Hordeeae.
Il genere comprende circa 170 specie.

### Specie della flora spontanea italiana
Per meglio comprendere ed individuare le varie specie del genere (solamente per le specie spontanee della flora italiana) l’elenco seguente utilizza in parte il sistema delle chiavi analitiche (vengono cioè indicate solamente quelle caratteristiche utili a distingue una specie dall'altra). Nella "Flora d'Italia" di Sandro Pignatti tutte queste specie sono descritte nel genere Agropyron..
- Gruppo 1A: il portamento delle piante è rizomatoso-cespuglioso; il lemma è lungamente aristato;

- Gruppo 2A: le glume sono più brevi della parte laminare del lemma ed hanno 3 nervature longitudinali; le spighette senza le reste sono lunghe 12 - 15 mm;

Elymus caninus  (L.) L. - Gramigna dei boschi: l'altezza varia tra 5 - 12 dm; il ciclo biologico è perenne; la forma biologica è emicriptofita cespitosa (H caesp); il tipo corologico è Circumboreale; gli habitat tipici sono i boschi degradati, le radure e le siepi; in Italia è una specie comune ed è distribuita su tutto il territorio italiano fino ad una altitudine di 1.500 m s.l.m..
- Gruppo 2B: le glume sono più lunghe della parte laminare del lemma ed hanno 5 - 9 nervature longitudinali; le spighette senza le reste sono lunghe 12 - 20 mm;

Elymus panormitanus (Parl.) Tzvelev - Gramigna palermitana: l'altezza varia tra 4 - 9 dm; il ciclo biologico è perenne; la forma biologica è emicriptofita cespitosa (H caesp); il tipo corologico è Orofita - Mediterraneo; gli habitat tipici sono i boschi di latifoglie; in Italia è una specie rara e si trova solamente in Sicilia fino ad una altitudine compresa tra 700 e 1.200 m s.l.m..
- Gruppo 1B: il portamento delle piante è stolonifero; il lemma è brevemente aristato o mutico;

- Gruppo 3A: l'apice del lemma è acuto, mutico o aristato;

Elymus repens (L.) Gould - Gramigna comune: l'altezza varia tra 8 - 12 dm; il ciclo biologico è perenne; la forma biologica è geofita rizomatosa (G rhiz); il tipo corologico è Circumboreale; gli habitat tipici sono gli incolti, i bordi delle vie, i campi e i prati aridi; in Italia è una specie comune ed è distribuita su tutto il territorio italiano fino ad una altitudine di 1.400 m s.l.m..
- Gruppo 3B: l'apice del lemma è ottuso o bilobo e mucronato;

Elymus pungens (Pers.) Melderis  - Gramigna litoranea: l'altezza varia tra 7 - 11 dm; il ciclo biologico è perenne; la forma biologica è geofita rizomatosa (G rhiz); il tipo corologico è Euri-Mediterraneo; gli habitat tipici sono i suoli sabbiosi e argillosi subsalsi; in Italia è una specie comune ed è distribuita su tutto il territorio italiano (un po' meno al Nord) fino ad una altitudine di 600 m s.l.m..

### Filogenesi
Il genere Elymus fa parte della tribù Hordeeae (supertribù Triticodae T.D. Macfarl. & L. Watson, 1982). La supertribù Triticodae comprende tre tribù: Littledaleeae, Bromeae e Hordeeae. All'interno della supertribù, la tribù Hordeeae forma un "gruppo fratello" con la tribù Bromeae.
Il genere Elymus comprende solamente piante poliploidi con i genomi designati "H, Ns, P, S, St, StY, Y, e Xm". Inoltre Elymus è stato soggetto ad una "evoluzione reticolata" per fenomeni di ibridazione, o per il trasferimento orizzontale di geni ma anche per l’endosimbiosi.
La posizione tassonomica delle specie di questo gruppo non si presenta omogenea rispetto ai vari botanici; questo a causa della poliploidia delle sue specie. Alcune specie di Elymus sono descritte all'interno del genere Agropyron. Altre checklist dividono le specie tra Elymus e il genere Elytrigia Desv.. Altri generi collegati più o meno a Elymus sono Roegneria K.Koch, Pseudoroegneria (Nevski) Á.Löve e Pascopyrum Á.Löve (si veda anche il paragrafo "Sinonimi").
I numeri cromosomici delle specie di questo gruppo sono: 2n = 28, 42 e 56.

### Sinonimi
Questa entità ha avuto nel tempo diverse nomenclature. L'elenco seguente indica alcuni tra i sinonimi più frequenti:
- Asperella Humb.
- Braconotia Godr.
- Campeiostachys Drobow
- Clinelymus (Griseb.) Nevski
- Connorochloa Barkworth, S.W.L.Jacobs & H.Q.Zhang
- Crithopyrum Steud.
- Cryptopyrum Heynh.
- × Elymotrigia Hyl.
- × Elysitanion Bowden
- Elytrigia Desv.
- Elytrigium Benth.
- Goulardia Husn.
- Gymnostichum Schreb.
- Hystrix Moench
- Pascopyrum Á.Löve
- Polyantherix Nees
- Psammopyrum Á.Löve
- × Pseudelymus Barkworth & D.R.Dewey
- Roegneria K.Koch
- Semeiostachys Drobow
- Sitanion Raf.
- Sitospelos Adans.
- Terrellia Lunell
- × Terrelymus B.R.Baum